# 4960 Mayo
4960 Mayo eller 4657 P-L är en asteroid i huvudbältet som upptäcktes den 24 september 1960 av den nederländsk-amerikanske astronomen Tom Gehrels och det nederländska astronomparet Ingrid van Houten-Groeneveld och Cornelis Johannes van Houten vid Palomarobservatoriet. Den är uppkallad efter Mayo Greenberg.
Asteroiden har en diameter på ungefär 11 kilometer.